# Macha Mongruad
Macha Mongruad („Rudowłosa”) – legendarna zwierzchnia królowa Irlandii i królowa Ulaidu z dynastii Milezjan (linia Ira, syna Mileda) w latach 340-333 p.n.e. Córka Aeda I Ruada oraz żona kuzyna Cimbaetha mac Finntan, zwierzchnich królów Irlandii. 
Ojciec zawarł przymierze ze swymi kuzynami Dithorbą i Cimbaethem, dotyczące siedmioletniej rotacji władzy między nimi. Wszyscy razem rządzili w sumie trzy razy. Aed zmarł pod koniec trzeciego okresu, w wyniku utonięcia w wodospadzie, który został nazwany na jego cześć, Eas Ruaidh (Czerwony Wodospad) (Assaroe Falls, Ballyshannon w hrabstwie Donegal). Po jego śmierci władzę objął Dithorba, potem Cimaeth. Macha, za panowania tego króla, zażądała dla siebie władzy w miejsce zmarłego ojca. Ci nie zgodzili się na to, twierdząc, że nie przekażą władzy kobiecie. Z tego powodu doszło między nimi do bitwy, z której zwycięsko wyszła Macha pokonała. Wygoniła Dithorbę z jego synami, do Connachtu, gdzie zginął w Corann. Następnie wzięła ślub z Cimbaethem oraz przekazała mu zwierzchni tron. Synowie Dithorby zażądali dla siebie praw do tronu. Władczyni powiedziała im, że się nie poda do dymisji, bowiem zdobyła tron na polu walki. Doszło między nimi do bitwy. Macha po pokonaniu ich, wygoniła na odludzie w Connachcie. Następnie pod postacią trędowatej kobiety, postanowiła wyruszyć sama do Connachtu, by się z nimi rozprawić. Odkryła ich w Bairinn, gotujących dziką świnię. 
Mężczyźni pytali ją o wiadomości. Ona opowiedziała im, w zamian dostała jedzenie z ogniska. Jeden z nich powiedział: „Piękne są oczy wiedźmy: zamieszkajmy z nią wspólnie”. Potem wziął ją do lasu po drewno. Macha, wykorzystując okazję, związała go i zostawiła tam, po czym wróciła. Reszta mężczyzn pytała, gdzie ten, który poszedł z tobą? „On najadł się wstydu” – mówiła – „by wrócić do ciebie po współżyciu z trędowatą kobietą”. „To nie jest żaden wstyd” – odpowiedzieli – „bowiem będziemy wszyscy robić to samo”. Każdy z nich szedł z nią do lasu po drewno. Dzięki czemu Macha mogła związać każdego z nich pojedynczo. Potem przewiozła ich wszystkich w jednej więzi do Ulaidu. Ulaci proponowali jej, by kazała ich zabić. „Nie tak” – mówiła – „ponieważ byłoby to dla mnie splamieniem prawości suwerena; ale oni będą skazani na niewolnictwo oraz zbudują Fort wokół mnie, i to będzie głównym miastem Ulaidu na zawsze”. Wyznaczyła granice fortecy swą złotą broszką (Eó óir) ze swej szyi, albo przy jej szyi (Emuin, Eomuin). Z tego powodu stolica otrzymała nazwę Emain Macha (ob. Fort Navan, w pobliżu Armagh), od jej broszki (Eó) i szyi (muin). Także od jej imienia pochodzi dzisiejsza nazwa miasta i hrabstwa Armagh – Ard Macha czyli „Wysokie Miejsce Machy”. Cimbaeth, po siedmiu latach rządów, zmarł w Emain Macha na plagę. Macha razem z mężem, nie mając własnych dzieci, wychowała Ugaine’a Mora, wnuka arcykróla Duacha II Ladgracha, jako swego przybranego syna. Po siedmiu samodzielnych rządów nad Irlandią i Ulaidem, zginęła z ręki Rechtaida Rigderga, syna arcykróla Lugaida III Laigde. Ten zajął tylko wolny zwierzchni tron Irlandii, zaś tron Ulaidu został zachowany przez przedstawicieli linii Ira, syna Mileda w osobie Eochaida I Eolacha („Bystrego”).